# Regeringen Branting I
Regeringen Branting I var Sveriges regering mellan 10 mars 1920 och 27 oktober 1920. Den var en socialdemokratisk enpartiregering, med partiledaren Hjalmar Branting som statsminister. Den var den första socialdemokratiska enpartiregeringen i Sverige (den föregicks av Regeringen Edén, som var en koalition mellan socialdemokrater och liberaler).
Regeringen hade endast stöd av en minoritet i riksdagen. Detta fick bland annat till följd att dess proposition om utformningen av kommunalskattesystemet fälldes. Regeringen tillsatte två utredningar, dels om företagsdemokrati, dels om förstatligande av privata företag (Socialiseringsnämnden).
I andrakammarvalet 1920 gick Socialdemokraterna bakåt med 11 mandat. I riksdagen var liberalerna fortfarande tungan på vågen mellan Socialdemokraterna och Högern. I väntan på andrakammarvalet 1921 ville inget parti överta regeringsmakten; kungen fick därför tillsätta en ämbetsmannaregering, regeringen De Geer d.y., ledd av liberalen Louis De Geer.

## Statsråd och organisation
Regeringen hade vid tillträdet samma organisation som föregående regering, med elva statsråd och åtta departement.
En större omorganisation skedde den 30 juni och 1 juli 1920, då fyra nya departement och statsrådsposter inrättades samtidigt som tre departement och statsrådposter avvecklades:
- Lantförsvarsdepartementet och Sjöförsvarsdepartementet avvecklades 1 juli 1920 genom att dess frågor överfördes till det nyinrättade Försvarsdepartementet. Statsråd och chef för Försvarsdepartementet (försvarsminister) blev Per Albin Hansson (dessförinnan krigsminister).
- Civildepartementet avvecklades genom att frågor av social natur liksom ärenden rörande civilförvaltningen och sjukvården överfördes till det nyinrättade Socialdepartementet, och frågor angående samfärdsel överfördes till det nyinrättade Kommunikationsdepartementet. Statsråd och chef för Socialdepartementet (socialminister) blev Bernhard Eriksson (dessförinnan sjöminister). Statsråd och chef för Kommunikationsdepartementet (kommunikationsminister) blev Carl Svensson (dessförinnan civilminister).
- Handelsdepartementet inrättades 30 juni 1920 för att handlägga handels- och näringslivsfrågor. Statsråd och chef för Handelsdepartementet (handelsminister) blev Fredrik Vilhelm Thorsson (dessförinnan finansminister).

* Statsminister eller departementschef
| Statsminister          | Hjalmar Branting*         | 10 mars 1920     | 27 oktober 1920 | [ 1 ] |
| Justitieminister       | Östen Undén*              | 10 mars 1920     | 30 juni 1920    | [ 2 ] |
| Justitieminister       | Assar Åkerman*            | 30 juni 1920     | 27 oktober 1920 | [ 2 ] |
| Utrikesminister        | Erik Palmstierna*         | 10 mars 1920     | 27 oktober 1920 | [ 3 ] |
| Krigsminister          | Per Albin Hansson*        | 10 mars 1920     | 1 juli 1920     | [ 4 ] |
| Sjöminister            | Bernhard Eriksson*        | 10 mars 1920     | 1 juli 1920     | [ 4 ] |
| Försvarsminister       | Per Albin Hansson*        | 1 juli 1920      | 27 oktober 1920 | [ 4 ] |
| Socialminister         | Bernhard Eriksson*        | 1 juli 1920      | 27 oktober 1920 |       |
| Kommunikationsminister | Carl Svensson*            | 1 juli 1920      | 27 oktober 1920 |       |
| Finansminister         | Fredrik Vilhelm Thorsson* | 5 januari 1918   | 30 juni 1920    | [ 5 ] |
| Finansminister         | Rickard Sandler*          | 30 juni 1920     | 27 oktober 1920 | [ 5 ] |
| Ecklesiastikminister   | Olof Olsson*              | 28 november 1919 | 27 oktober 1920 | [ 6 ] |
| Jordbruksminister      | Olof Nilsson*             | 10 mars 1920     | 27 oktober 1920 |       |
| Handelsminister        | Fredrik Vilhelm Thorsson* | 30 juni 1920     | 27 oktober 1920 | [ 7 ] |
| Civilminister          | Carl Svensson*            | 10 mars 1920     | 1 juli 1920     |       |
| Konsultativa statsråd  |                           |                  |                 |       |
| Konsultativa statsråd  | Rickard Sandler           | 10 mars 1920     | 30 juni 1920    |       |
| Konsultativa statsråd  | William Linder            | 30 juni 1920     | 27 oktober 1920 |       |
| Konsultativa statsråd  | Torsten Nothin            | 10 mars 1920     | 27 oktober 1920 |       |